# Средњи Борки
Средњи Борки су бивше насељено место у општини Сирач, до нове територијалне организације у саставу бивше општине Дарувар, у западној Славонији, Хрватска. Насеље је на попису 2001. године укинуто и припојено насељу Доњи Борки.

## Становништво
| Националност       | 1991.    | 1981.    | 1971.     | 1961.     |
| Срби               | 3 (100%) | 4 (100%) | 52 (100%) | 71 (100%) |
| Хрвати             | 0        | 0        | 0         | 0         |
| Југословени        | 0        | 0        | 0         | 0         |
| остали и непознато | 0        | 0        | 0         | 0         |
| Укупно             | 3        | 4        | 52        | 71        |

- напомене:

Исказује се са одвојеним подацима од 1890. Од 2001. припојено насељу Доњи Борки.